# Katherine Hui
Katherine Hui (San Diego, California, 29 de enero de 2004) es una tenista estadounidense.

## Carrera

### Junior
Hui ganó su primer Grand Slam en el US Open 2023, al derrotar a en la final del torneo a Tereza Valentová.

### Profesional
Debutó en el WTA Tour, en los dobles del 500 de San Diego, junto a Alyssa Ahn. Perdió en la primera ronda del torneo contra Storm Hunter y Luisa Stefani. En 2024 participó en el San Diego Open, pero perdió en primera ronda contra Donna Vekić.